# Leptostylopsis milleri
Leptostylopsis milleri es una especie de escarabajo longicornio del género Leptostylopsis, tribu Acanthocinini, familia Cerambycidae. Fue descrita científicamente por Fisher en 1932.

## Distribución
Se distribuye por República Dominicana.

## Descripción
La especie mide 7-11 milímetros de longitud. El período de vuelo ocurre en los meses de marzo, mayo, junio y julio.